# Manus Regional Processing Centre

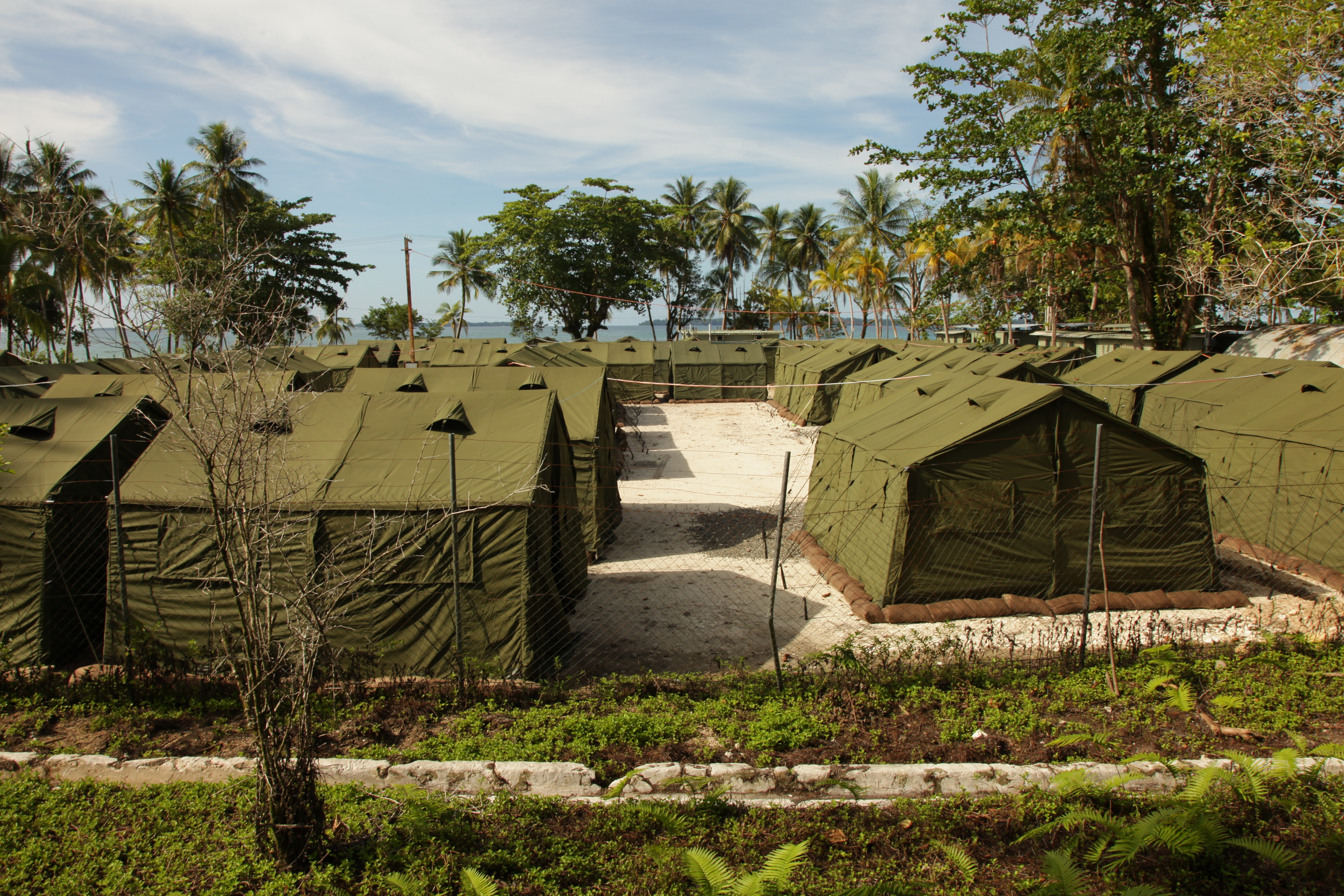
Manus Regional Processing Centre (2012)

Das Manus Regional Processing Centre (MRPC) war eines von zwei Lagern Australiens außerhalb des Hoheitsgebietes von Australien, in die die asylsuchenden Boatpeople gebracht wurden. Das Lager befand sich auf der zu Papua-Neuguinea gehörenden Insel Manus. Ein weiteres derartiges australisches Internierungslager, das Nauru Regional Processing Centre, befindet sich auf dem kleinen Inselstaat Nauru. Das MRPC wurde wie geplant 2017 aufgelöst. Die Insassen wurden von Polizeikräften aus Papua-Neuguinea im November 2017 zu den drei neuen Unterbringungszentren East Lorengau, West Lorengau und Hillside Haus transportiert, deren Bau die australische Regierung finanzierte.

## Lager
Das MRPC wurde auf dem Gelände der Militärbasis Lombrum der Royal Australian Navy betrieben, die HMAS Tarangau genannt wird. Menschenrechtsorganisationen äußerten, wegen der baulichen und der Umweltbedingungen könne man dort allenfalls für einige Monate leben, nicht aber jahrelang. Die meisten Männer waren mehr als drei Jahre dort interniert. Es gab Fälle von Malaria- und Typhuserkrankungen.
Die Kommunikation der Insassen nach außen war vom Department of Immigration and Border Protection reguliert bzw. eingeschränkt.
Das MRPC wurde von privaten Sicherheitsunternehmen betrieben.

## Historie

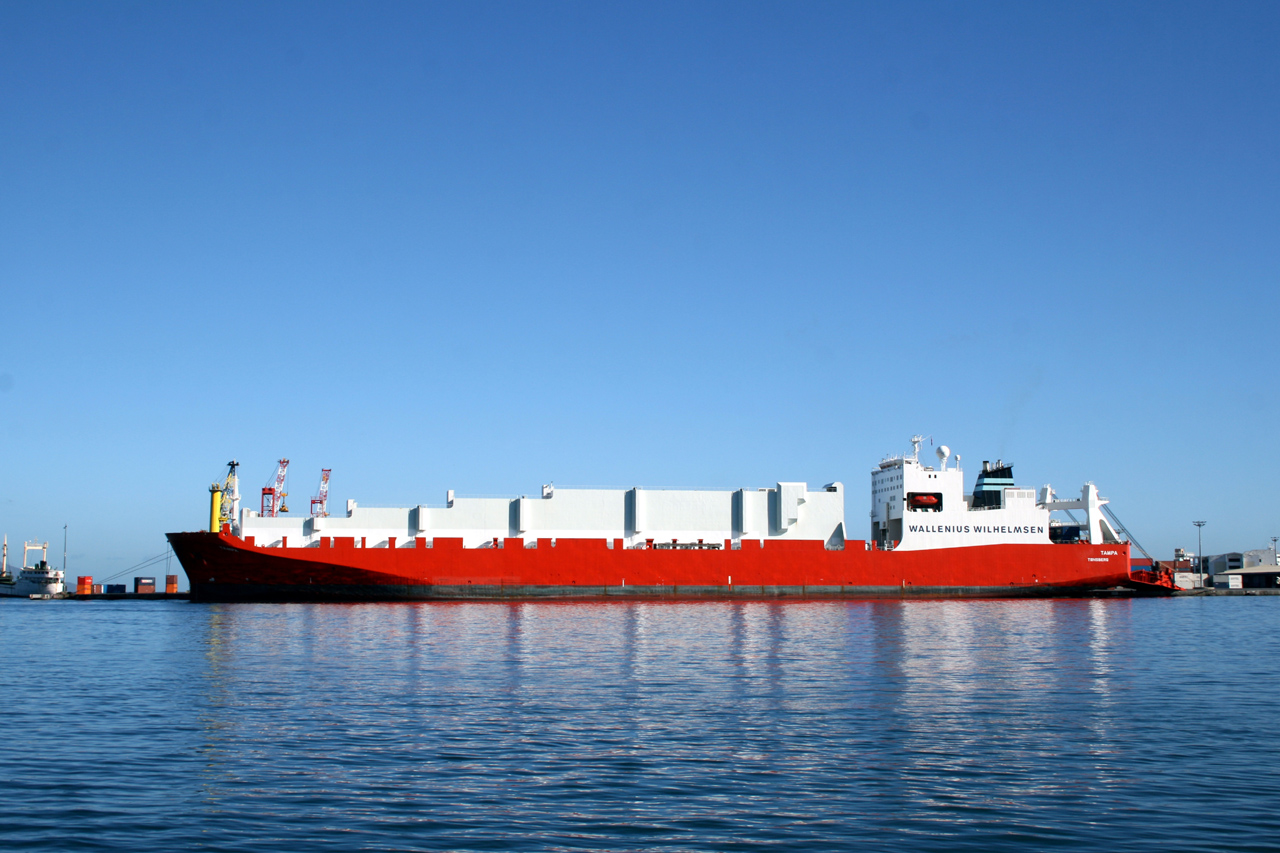
Die MS Tampa (2009)

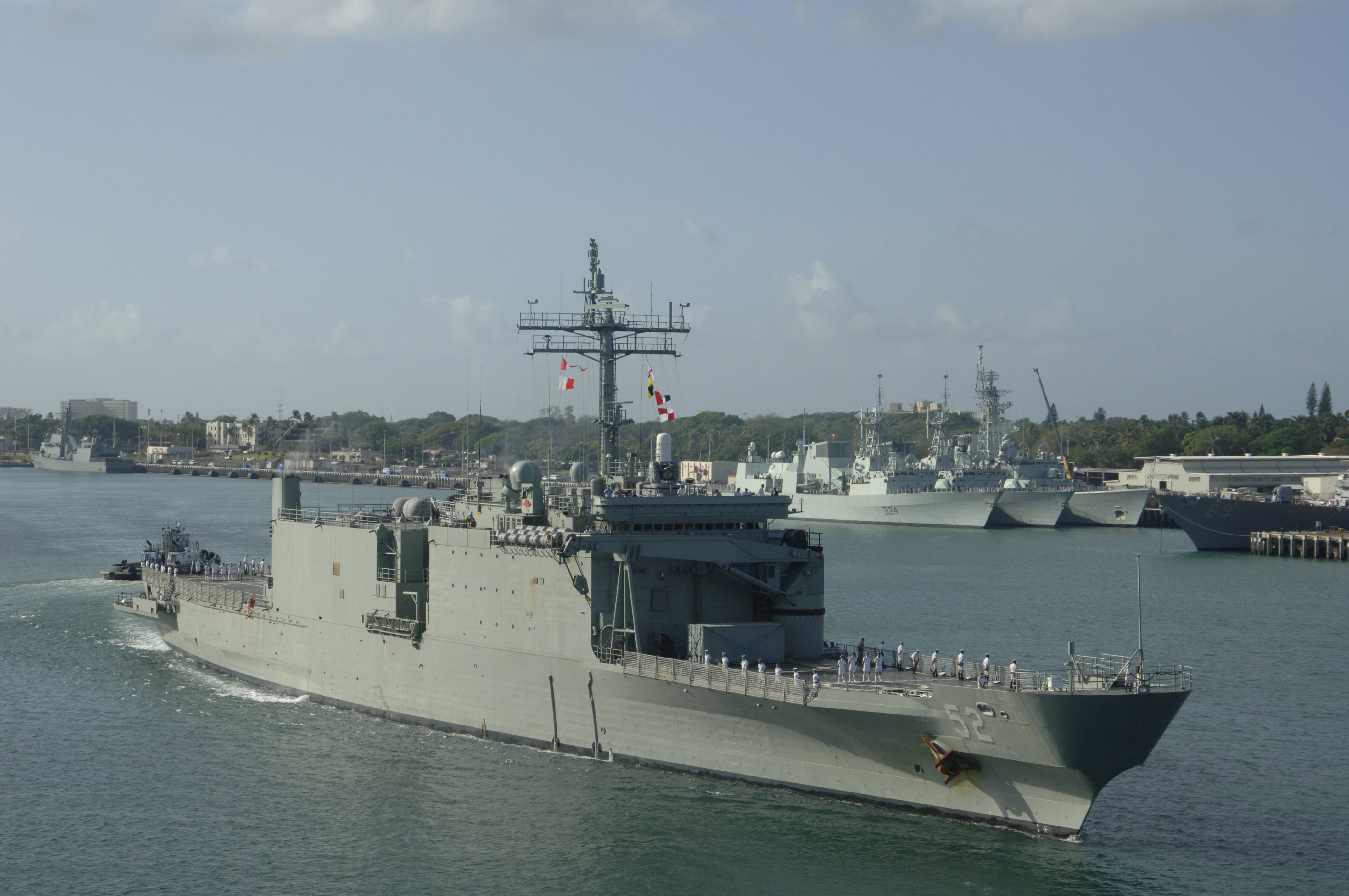
Die HMAS Manoora (2006)

Die Gründung des Internierungslagers erfolgte nach der sogenannten Tampa-Affäre, als Arne Rinnan, der Kapitän des norwegischen Frachtschiffs MS Tampa, am 27. August 2001 mehr als 430 Flüchtlinge aus Afghanistan, Sri Lanka, Indien, Pakistan und Iran von einem nicht mehr seetüchtigen Frachtschiff rettete. Er steuerte die MS Tampa zur Weihnachtsinsel, ein australisches Außenterritorium, um die Flüchtlinge vorübergehend an Land zu setzen. Vor der Weihnachtsinsel enterten australische Marinesoldaten von der HMAS Manoora das Frachtschiff und verhinderten so ein Anlegen des Flüchtlingsbootes in Flying Fish Cove, dem Hauptort der Insel. Damit verhinderte die australische Bundesregierung, dass die Flüchtlinge australischen Boden betraten, was ein unmittelbar wirkendes Recht auf Asylprüfung gewährt hätte. Das Verhalten der australischen Regierung führte zu einer diplomatischen Auseinandersetzung mit Norwegen.
Das MRPC wurde am 21. Oktober 2001 eröffnet. Es wird als Offshore Processing Centre bezeichnet, als ein Lager für Asylsuchende, das außerhalb des Hoheitsgebiets von Australien liegt. Die Errichtung solcher Lager war ein Teil der Politik der sogenannten Pacific Solution, die die australische Regierung unter John Howard entwickelte und die seitdem (Stand 2017) alle australischen Regierungen betrieben haben. Der damalige Andrang der Boatpeople, die versuchten über eine Landung auf Christmas Island, Ashmore- und Cartierinseln und Cocos Islands oder anderen australischen Inseln im Pazifischen Ozean Asyl in Australien zu erlangen, sollte mit dieser Politik unterbunden werden.
Nachdem Kevin Rudd von der Labor Party im November 2007 die Parlamentswahl gewonnen hatte, wurde das Zentrum 2008 geschlossen. Im Jahr 2012 versuchten vermehrt Boatpeople in Australien Asyl zu erlangen, daraufhin eröffnete die australische Labor-Regierung unter Julia Gillard beide Lager erneut.
Im Lager Manus soll es nach Berichten im Jahr 2013 zu sexuellen Übergriffen, Vergewaltigungen und auch zu sexuellem Missbrauch von Kindern gekommen sein. Vom 16. bis 18. Februar 2014 gab es Unruhen im Lager, wobei am 17. Februar 70 Menschen verletzt wurden und ein Flüchtling namens Barati starb. In einer Untersuchung des Senats wurde im Dezember 2014 festgehalten, dass diese Unruhen eminently foreseeable (deutsch: überaus vorhersehbar) waren. Darüber hinaus habe die australische Regierung den Schutz der Asylsuchenden vernachlässigt. 2016 wurden zwei Beschäftigte des Lagers wegen Mordes an Barati in Neuguinea zu langjährigen Haftstrafen verurteilt.

## Auflösung
Am 26. April 2016 erklärte das Oberste Gericht von Papua-Neuguinea das Zentrum für illegal. Die australische Regierung erklärte daraufhin, dass sie die mehr als 900 Personen aus dem Lager nicht übernehmen wird. Im November 2016 wurde in der Presse bekannt gegeben, dass es eine Verabredung gebe, dass die Lager Manus und Nauru aufgelöst und die Insassen in die Vereinigten Staaten umgesiedelt werden sollen. In einem Telefonat zwischen Donald Trump und dem australischen Premierminister Malcolm Turnbull bezeichnete Trump die Verabredung als dumb deal (deutsch: dümmliche Vereinbarung). Reuters berichtete am 2. März 2017, einige Dutzend Asylanten auf Manus hätten finanzielle Angebote der australischen Regierung für ihre Rückkehr in ihre Heimatländer angenommen.
Der Oberste Staatsrichter von Papua-Neuguinea erklärte laut einer Darstellung in der Presse vom 13. März 2017, dass die aktuell 861 Lagerinsassen sich ab sofort auch außerhalb des Lagers frei bewegen können. Allerdings wies er auch darauf hin, dass sich das Lager nun auf einem Gelände der Seestreitkräfte befinde. Das Lager werde am 31. Oktober 2017 endgültig geschlossen. Die Minister von Papua-Neuguinea baten die australische Delegation anlässlich einer Zusammenkunft am 8. März 2017 um Unterstützung bei der Behandlung von Flüchtlingen, die nicht nach den Vereinigten Staaten übersiedeln wollen.
Nachdem im Dezember 2014 inhaftierte Boatpeople eine Sammelklage gegen die australische Regierung eingereicht hatten, unterbreitete die Regierung im Juni 2017 einen Vergleichsvorschlag, um eine drohende Verurteilung vor Gericht abzuwenden. Die etwa 1900 Asylsuchenden, die sich seit 2012 in diesem Lager befinden, sollen insgesamt 70 Millionen A$ (etwa 47 Millionen Euro) als Entschädigung für ihre unrechtmäßige Inhaftierung erhalten. Die Gerichtskosten in Höhe von umgerechnet etwa 13,5 Millionen Euro will der australische Staat ebenso tragen.
Am 6. September 2017 stimmte der High Court of Australia, das höchste Gericht Australiens, diesem Vergleichsvorschlag zu.
Ende Oktober wurde das Lager wie geplant geschlossen, das Personal abgezogen und die Versorgung mit Strom, Wasser und Nahrungsmitteln am 2. November 2017 eingestellt. Anfang November 2017 befanden sich noch etwa 600 Männer auf dem Lagergelände, wovon die meisten aus Iran, Afghanistan, Sri Lanka, Pakistan und Bangladesch stammen. Alternative Angebote des australischen Staates, wie die Umsiedlung nach Lorengau, der Hauptstadt der Manus Province, oder eine Rücksiedlung nach Kambodscha hatten sie nicht akzeptiert.
Am 23. November 2017 berichtete The Guardian Australia, das Flüchtlingslager sei von paramilitärischen Kräften der Polizei Papua-Neuguinea gestürmt worden. Etwa 40 der Flüchtlinge seien in Bussen abtransportiert und der Fürsprecher der Lagerinsassen, der Journalist Behrouz Boochani, sei abgeführt worden. Der kurdisch-iranische Journalist Behrouz Boochani, der sich seit sechs Jahren (2019) in Einwanderungshaft im Lager auf Manus befindet, war am 1. November 2017 von Amnesty International Australia für seine Berichterstattung über dieses Lager mit einem Preis ausgezeichnet worden.

## Nachfolgelager
Die etwa 380 Lagerinsassen wurden am 23. und 24. November 2017 in die neuen Lager East Lorengau Transit Centre, West Lorengau Haus und Hillside Haus transportiert. Alle drei Lagerkomplexe, deren Bau die australische Regierung finanzierte, befinden sich etwa 30 Kilometer von der Provinzhauptstadt Lorengau entfernt. Lorengau hat knapp 6000 Einwohner.
Nach der Umsiedlung der Lagerinsassen schließt sich die Organisation Ärzte ohne Grenzen der ausgeübten Kritik an der menschenunwürdigen Behandlung der Boatpeople von UNHCR, Amnesty International, Oxfam, Australian Council for International Development und weiteren Menschenrechtsorganisationen an. Sie sprach von einer „humanitären Krise“, die zu beenden sei. In mehreren Großstädten Australiens beteiligten sich mehrere Tausend Menschen an Demonstrationen gegen die Asylpolitik der australischen Regierung und forderten die Evakuierung nach Australien.
Das Konzept der Nachfolgelager:
- Im Hillside Haus sollen die Personen untergebracht werden, die keinen Flüchtlingsstatus erhalten haben. Sie sollen zu einer freiwilligen Rückkehr bewegt oder abgewiesen bzw. deportiert werden. Sie erhalten dreimal am Tag Essen. Besuche sind untersagt wie auch ein Aufenthalt außerhalb des Lagers.
- Im West Lorengau Haus sollen die Personen untergebracht werden, die entweder von den USA aufgenommen werden, oder die planen von anderen Staaten aufgenommen zu werden bzw. in ihre Heimatländer zurückkehren oder sich in Papua-Neuguinea niederlassen wollen. Sie erhalten einmal je Woche Verpflegung und können sich auch außerhalb dieses Lagers frei bewegen.
- Im East Lorengau Transit Centre, in dem sich auch die Krankenstation für alle Flüchtlinge befindet, war ursprünglich geplant 230 Flüchtlinge unterzubringen.

Die Flüchtlinge betonen ihre Sorge, dass keine entsprechende Vorsorge gegen Diebstahl und Gewalt von außerhalb der Lager getroffen worden sei.